# Hemiphanes erratum
Hemiphanes erratum là một loài tò vò trong họ Ichneumonidae.